# Inhambu-chororó
Crypturellus parvirostris, popularmente conhecido como inhambu-chororó, ou inambu-chororó, lambu, nambu-pé-roxo, lambu-pé-encarnado, inambuzinho, perdiz, xororó, inhambu-xororó, inambu-xororó, nambu-xororó, nhambu-xororó, inamu-xororó e sururina (em inglês, small-billed tinamou), é a menor espécie do seu gênero, medindo cerca de 19 centímetros. É uma ave de vasta distribuição geográfica no Brasil, habitando campos sujos, capoeiras, plantações e divisas de pastos. Terrícola, alimenta-se de sementes. É ave cinegética. No Brasil, ocorre nas regiões Nordeste, Sul e Sudeste, e no Norte em parte do Estado do Amazonas. Também é encontrado no Peru, Bolívia, Paraguai e Argentina.
Sua vocalização consiste numa sequência de notas em escala descendente. Adapta-se bem ao cativeiro, tendo ótima capacidade de reprodução, o que favorece o repovoamento em áreas naturais.
Há pouco dimorfismo entre os sexos, tendo a fêmea o bico vermelho-carmim intenso, e maior porte. O macho tem o bico escurecido na ponta e vermelho esmaecido na base (imagem ao lado). A vocalização entre os dois sexos também é diferenciada.
Sua postura consiste em 4 ou 5 ovos de coloração rósea.

## Etimologia
"Xororó" procede do nome tupi antigo para essa ave: xerorõ.

## Nome artístico
A espécie também como uma inspiração para o nome artístico do cantor Durval de Lima, que faz parte da dupla sertaneja Chitãozinho & Xororó.